# Ian Dury
Ian Dury   (Harrow, 12 de maig de 1942 - Londres, 27 de març de 2000) fou un actor i cantautor anglès.

## Biografia
Als set anys contreu la pòlio, que li deixarà seqüeles físiques. Estudia art, i es decanta per la música. Com a líder del grup Kilburn & The High Roads edita cançons com "Billy Bentley" i "Upminister kid", que avancen l'àlbum HANDSOME (1975). El grup es dissol després de la poca repercussió que té aquest treball.
En plena explosió del punk britànic, Ian Dury firma pel segell independent Stiff Records. Col·labora amb Chas Janquel (guitarra, teclats) i les sessions de gravació reuneixen l'embrió del que serà el seu grup d'acompanyament, The Blockheads: Charley Charles (bateria), Norman Watt-Roy (baix), Davey Payne (saxofon). El senzill "Sex and drugs and rock and roll", editat l'estiu del 1977, capta l'atenció tant del públic com dels mitjans. NEW BOOTS AND PANTIES (1977) és un disc eclèctic, una mostra de les sonoritats que es barregen als carrers: accent cockney per a composicions on hi tenen cabuda tant el rock and roll, com el funk, el reggae i l'ska. L'àlbum es consolida amb temes com "Sweet Gene Vincent" però, sobretot, amb "Wake up and make love with me". Els seus textos combinen la poesia amb els jocs de paraules i una visió sorneguera de la realitat, molt pròpia de la classe obrera anglesa, de gran sentit de l'humor. A la formació dels Blockheads s'hi afegeixen Mickey Gallagher (teclats) i John Turnbull (guitarra), i fan gira amb Elvis Costello i Nick Lowe per tot el Regne Unit. Arriba a fer de teloner als concerts de Lou Reed als EUA.
Amb les edicions dels senzills "What a waste" i "Hit me with your rythm stick" s'avança DO IT YOURSELF (1979), que, musicalment, destaca per un gir cap a melodies jazzístiques com "Reasons to be cheerful". Chas Jankel és substituït per Wilko Johnson (ex Dr.Feelgood) coincidint amb l'edició de LAUGHTER (1980), l'últim que sortirà amb Stiff Records.
La multinacional Polydor edita LORD UPMINSTER (1981), firmat per Ian Dury sense els Blockheads, comptant amb la col·laboració de la secció rítmica de Sly Dunbar i Robbie Shakespeare. La cançó "Spasticus, Autisticus", escrita amb motiu de l'Any dels Discapacitats, és prohibida per la BBC perquè la considera ofensiva. Les males crítiques fan que Dury es dediqui al món del teatre i la televisió, i participa en algunes produccions del cinema de Hollywood. Refusa la proposta d'Andrew Lloyd-Webber per compondre el llibret de "Cats".
No torna al món de la música fins a l'edició de 4000 WEEKS HOLIDAY (1984), on es fa acompanyar pels Music Students. El seu talent com a lletrista es demostra en el llibret del musical "Apples", coescrit amb Mickey Gallagher. Ell mateix participa com a intèrpret en aquest espectacle, que s'estrena a l'escenari del Royal Court Theater de Londres. És una de les estrelles més actives en totes les campanyes de prevenció de la SIDA. A la dècada dels anys 90 és nomenat ambaixador de la UNESCO i esdevé figura imprescindible de diverses campanyes de caràcter humanitari arreu del món. Amb l'actor Robin Williams, visita Sri Lanka per recolzar una campanya de vacunació contra la pòlio.
Després de la mort de Charley Charles (The Blockheads) edita l'àlbum THE BUS DRIVER'S PRAYER & OTHER STORIES (1992). Es retira de l'escena pública fins que els diaris sensacionalistes publiquen la notícia de la seva lluita contra el càncer. Edita MR.LOVE PANTS (1998)

## Senzills i cares B
- Rough Kids / Billy Bentley – 1974
- Crippled With Nerves / Huffety Puff – 1975
- Sex and Drugs and Rock and Roll / Razzle In My Pocket – 1977
- Sweet Gene Vincent / You're More Than Fair – 1977
- Sex and Drugs and Rock & Roll / Two Stiff Steep Hills / England's Glory – 1977 (NME Give-a-way)
- What A Waste / Wake Up And Make Love With Me – 1978 (UK #9)
- Hit Me With Your Rhythm Stick / There Ain't Half Been Some Clever Bastards – 1978 (UK #1)
- Billy Bentley / Pam's Moods – 1978
- Reasons to be Cheerful, Part 3 / Common As Muck – 1979 (UK #3)
- I Want To Be Straight / That's Not All – 1980 (UK #22)
- Sueperman's Big Sister / You'll See Glimpses – 1980 (UK #51)
- Spasticus Autisticus / "Instrumental" – 1981
- Really Glad You Came / (You're My) Inspiration) – 1983
- Very Personal / Ban The Bomb (1984)
- Hit Me With Your Rhythm Stick (re-mix) / Sex And Drugs And Rock And Roll / Reasons To Be Cheerful, Part 3 / Wake Up And Make Love With Me – 1985 (UK #55)
- Profoundly In Love With Pandora / Eugenius (You're A Genius) – 1985 (UK #45)
- Apples / "Byline Brown – 1989
- Sex and Drugs and Rock and Roll / Close to Home – 2007

### Àlbums
- Handsome - Kilburn and the High Roads (1975)
- Wotabunch! - Ian Dury & The Kilburns (1977)
- New Boots and Panties!! - Ian Dury (1977)
- Do It Yourself - Ian Dury & The Blockheads (1979)
- Laughter - Ian Dury & The Blockheads (1980)
- Lord Upminster - Ian Dury (1981)
- The Best Of Kilburn & The Highroads - Kilburn and the High Roads (EP, 1983)
- 4,000 Weeks' Holiday - Ian Dury & The Music Students (1984)
- Hold On To Your Structure - Ian Dury & The Blockheads (VHS- Live Video, 1985)
- Apples - Ian Dury (1989)
- Live! Warts 'n' Audience - Ian Dury & The Blockheads (live album, 1990)
- The Bus Driver's Prayer & Other Stories - Ian Dury (1992)
- Mr. Love Pants - Ian Dury & The Blockheads (1997)
- Straight From The Desk - Ian Dury and The Blockheads (live at Ilford Odeon, 2001)
- Ten More Turnips From The Tip - Ian Dury & The Blockheads (posthumous, 2002)